# Литературный музей имени Адама Мицкевича (Варшава)
Литературный музей имени Адама Мицкевича (пол. Muzeum Literatury im. Adama Mickiewicza) — музей, находящийся в городе Варшава, Польша. Музей внесён в Государственный реестр музеев Польши. Находится на рынке Старого города, 20.

## История
Предпосылкой создания музея была организованная в 1948 году в Национальном музее Варшавы выставка, посвящённая 150-летию со дня рождения польского поэта Адама Мицкевича. Организатором этой выставки был библиофил и автор книг о творчестве Адама Мицкевича сенатор Александр Семкович.
Музей был основан в 1950 году и свою публичную деятельность начал в 1952 году. Для музея было выделено два здания на рынке варшавского Старого города. Первый директор музея Александр Семкович передал музею часть своей библиотеки, посвящённой творчеству Адама Мицкевича. В 1952 году внучка Адама Мицкевича Мария Мицкечувна передала музею ценные рукописи, личные вещи, документы и переписку поэта. В этом же году Национальный музей Варшавы передал литературному музею собрание Леопольда Мейета. В 1955 году музей пополнился собранием, посвящённой Адаму Мицкевичу, которую передали Польская библиотека и музей Адама Мицкевича в Париже. Музей купил единственный сохранившийся до нашего времени экземпляр рукописи поэмы Адама Мицкевича «Гражина».
С 1955 года директором литературного музея стал польский литературовед Леонард Подгарский-Окулов. С 1957 года по 1959 год директором музея был польский историк и литературный критик Адам Майерсбергер.
В 1962 году музей был расширен за счёт четырёх зданий на улице Бжозовой. Во время Адама Майерсбергера музей стал литературной гостиной. В это время музей приобрёл архив, личные вещи и переписку польских писателей Юлиана Тувима, Леопольда Стаффа и Марии Домбровской. В 1962 году филиалом литературного музея стал Музей Владислава Броневского, который располагался в доме, где жил поэт.
С 1971 года литературный музей стал называться современным наименованием.
В 1972 году директором литературного музея стал историк литературы Януш Одровонж-Пенёнжек, который находился на этой должности до декабря 2009 года. В 1974 году в собрание музея пополнилось архивом младшего сына Адама Мицкевича Иосифа, в котором был записи секретаря поэта Арманда Лева. В 1978 году музею был передан архив старшей дочери Адама Мицкевича Марии Горецкой.
В музее находятся две рукописи «Пана Тадеуша», приобретённые в 1977 и 1984 годах.
В 1981 году литературный музей открыл два отдельных филиала: «Музей Анджея Струги», и в 1984 году — «Музей Марии Домбровской».
С января 2009 года директором музея является Ярослав Клейноцкий.

## Деятельность музея
Целью музея является сохранение литературного наследия, литературная просветительская деятельность и распространение широкого спектра знаний о польской литературе. С 1959 года литературный музей владеет издательством «Blok — Notes Muzeum Literatury», которое выпускает различную литературоведческую и библиофильскую литературу.
С 1960 года литературный музей организует выставки за пределами Польши.

## Филиалы музея
- Музей Владислава Броневского;
- Музей Анджея Струги;
- Музей Марии Домбровской;
- Музей Витольда Гомбровича;
- Институт документации и изучения польской литературы.